# Cocaine Bear (film)
Cocaine Bear is een Amerikaanse film uit 2023, geregisseerd door Elizabeth Banks. De film is losjes geïnspireerd door het waargebeurde verhaal van de "Cocaine Bear", een Amerikaanse zwarte beer die in 1985 miljoenen dollars aan verloren cocaïne binnenkreeg. De film markeerde de postume release van Ray Liotta, die stierf op 26 mei 2022, en de film werd opgedragen aan zijn nagedachtenis.

## Verhaal
Als zijn vliegtuig gaat neerstorten, besluit een piloot alle cocaïne uit het vliegtuig te gooien en zelf te springen. Hierbij komt de piloot te overlijden. De cocaïne komt terecht in een bos in Georgia. Een deel van de drugs wordt gevonden door een zwarte beer, die high wordt van de drugs en op moorddadige strooptocht gaat door de bossen op zoek naar meer cocaïne. Ondertussen willen Deedee en haar beste vriend Henry naar de waterval, willen Daveed en Eddie de drugs van Syd terug, gaan Liz en Peter samen met Sari op zoek naar haar dochter Deedee en is Bob op zoek naar Daveed en Eddie en de drugs.

## Rolverdeling
| Acteur               | Personage            |
| -------------------- | -------------------- |
| Keri Russell         | Sari                 |
| Alden Ehrenreich     | Eddie                |
| O'Shea Jackson jr.   | Daveed               |
| Ray Liotta           | Syd                  |
| Isiah Whitlock jr.   | Bob                  |
| Brooklynn Prince     | Dee Dee              |
| Christian Convery    | Henry                |
| Margo Martindale     | Ranger Liz           |
| Jesse Tyler Ferguson | Peter                |
| Kristofer Hivju      | Olaf (Kristoffer)    |
| Hannah Hoekstra      | Elsa                 |
| Ayoola Smart         | Officer Reba         |
| Aaron Holliday       | Kid (Stache)         |
| J.B. Moore           | Vest                 |
| Leo Hanna            | Ponytail             |
| Kahyun Kim           | Beth                 |
| Scott Seiss          | Tom                  |
| Matthew Rhys         | Thornton             |
| Shane Connellan      | Ray the Pediatrician |
| Conor Lambert        | Trucker              |
| George Kerslake      | Gabe                 |

## Productie
De trailer van de film maakte gebruik van het nummer "White Lines (Don't Don't Do It)" van Melle Mel, dat ook op de aftiteling van de film speelt.